# Novrouzali Aslanov
Novrouzali Aslanov (né le 22 mars 1963 à Bakou) est un homme politique azerbaïdjanais, membre des IIIe, IVe, Ve et VIe législatures de l'Assemblée nationale d'Azerbaïdjan.

## Biographie
Novrouzali Aslanov est né le 22 mars 1963 à Bakou. Il est diplômé de la faculté d'automatisation et de génie électronique et informatique de l'Université polytechnique d'Azerbaïdjan. Il est l'auteur de 11 livres et de centaines d'œuvres musicales. Il parle anglais et russe.

### Carrière
Il est membre de la Commission d'État sur les prisonniers et les citoyens disparus de la république d'Azerbaïdjan.
Depuis 2003, il est président du Croissant-Rouge azerbaïdjanais.
Novrouzali Aslanov est membre du Comité de politique agraire et du Comité de la culture de l'Assemblée nationale. Il est membre des groupes de travail sur les relations avec les parlements d'Albanie, de Biélorussie, de Bahreïn, de Bosnie-Herzégovine, du Danemark, de Cuba, du Monténégro, du Pakistan, de Russie, de Serbie, du Tadjikistan, d'Ukraine, d'Uruguay et du Viêt Nam.
Il est membre de la délégation azerbaïdjanaise à l'Assemblée parlementaire Euronest.

## Prix
- Ordre pour le service à la Patrie
- Médaille de Taraggui